# Lördagsgodis

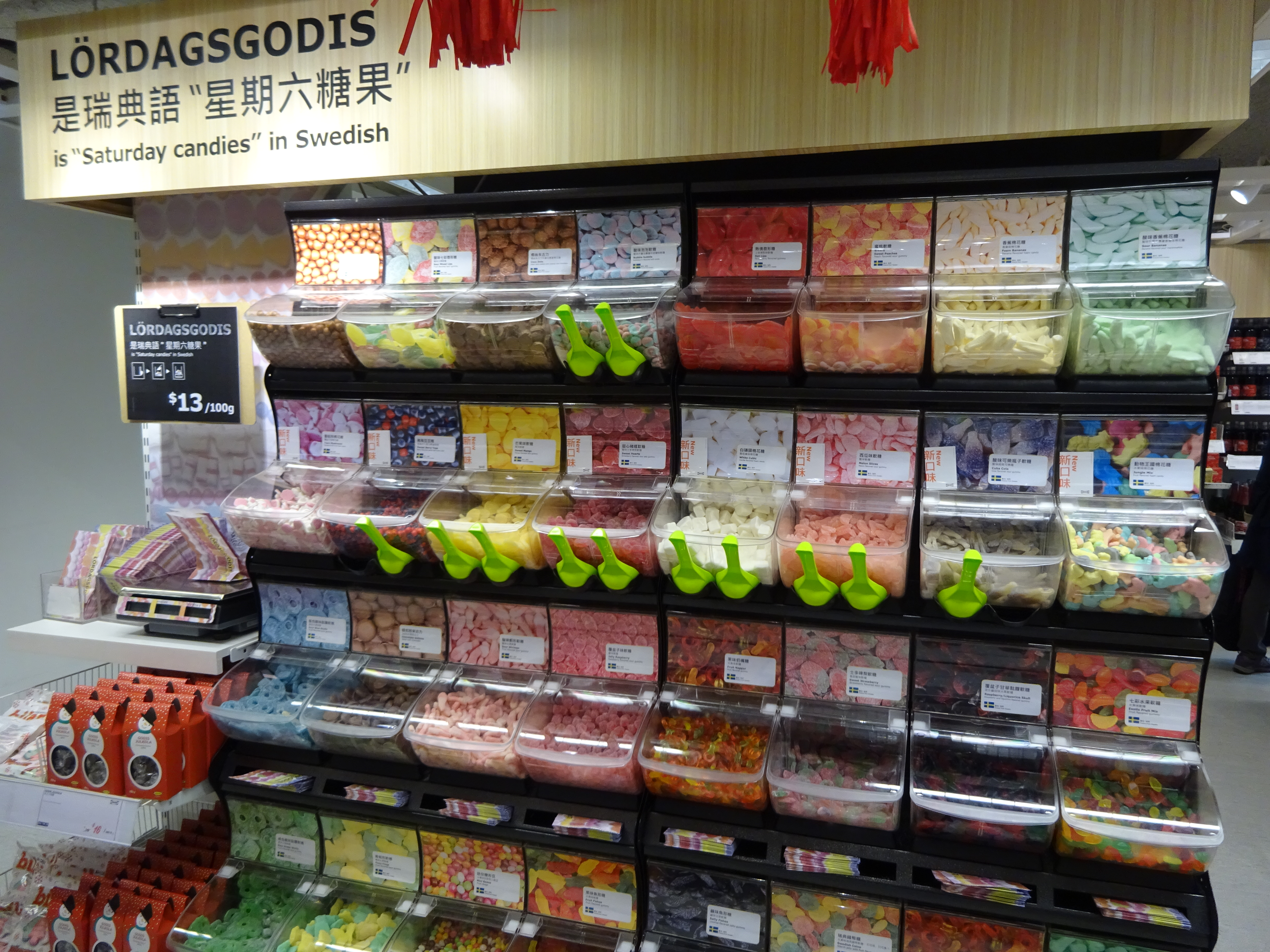
Mur de bonbons et confiseries en vrac dans un Ikea de Hong Kong présentant le Lördagsgodis.

Le Lördagsgodis, terme suédois signifiant littéralement en français « bonbons du samedi », est l'habitude alimentaire suédoise de consommer des confiseries seulement ou préférentiellement le samedi.

## Histoire
Cette habitude alimentaire provient d'une recommandation de santé de 1959 qui, se basant sur les expérimentations de Vipeholm entre 1945 et 1955, cherche à réduire la prévalence de la carie dentaire. Au fil des ans, cette habitude est rentrée dans les mœurs et nombre de familles suédoises la suivent toujours.

## Dans la culture
Le Lördagsgodis a donné son nom à une émission pour la jeunesse de la télévision suédoise des années 1980.